# Palikirus ponapicus
Palikirus ponapicus é uma espécie de gastrópode  da família Charopidae.
É endémica de Micronésia.